# Beate Eriksen
Beate Marie Eriksen (født 19. oktober 1960) er en norsk regissør og skuespiller. Hun er datter af Marius Eriksen, Jr., niece til Stein Eriksen og gift med Toralv Maurstad.
Eriksen har medvirket som skuespiller i filmene Plastposen (1986) og Over stork og stein (1994), og i tv-serierne Destinasjon Nordsjøen og Familiesagaen De syv søstre. Mest kendt som skuespiller er hun fra TV2-serien Hotel Cæsar, hvor hun spillede Ingrid Iversen. Hun har også regisseret i Hotel Cæsar. Desuden stod hun for regi af tv-serien Olsenbanden Jr's Første Kupp fra 2001.